# Country Mouse City House
Country Mouse City House är det sjunde albumet av den amerikanske artisten Josh Rouse. Det utgavs 2007 av skivbolaget Bedroom Classics.

## Låtlista
Alla låtar är skrivna av Josh Rouse, utom #1, 7 och 9 som är skrivna av Josh Rouse och Paz Suay. 
1. Sweetie
2. Italian Dry Ice
3. Hollywood Bass Player
4. God, Please Let Me Go Back
5. Nice to Fit In
6. Pilgrim
7. Domesticated Lovers
8. London Bridges
9. Snowy